# Hans Schwegerle

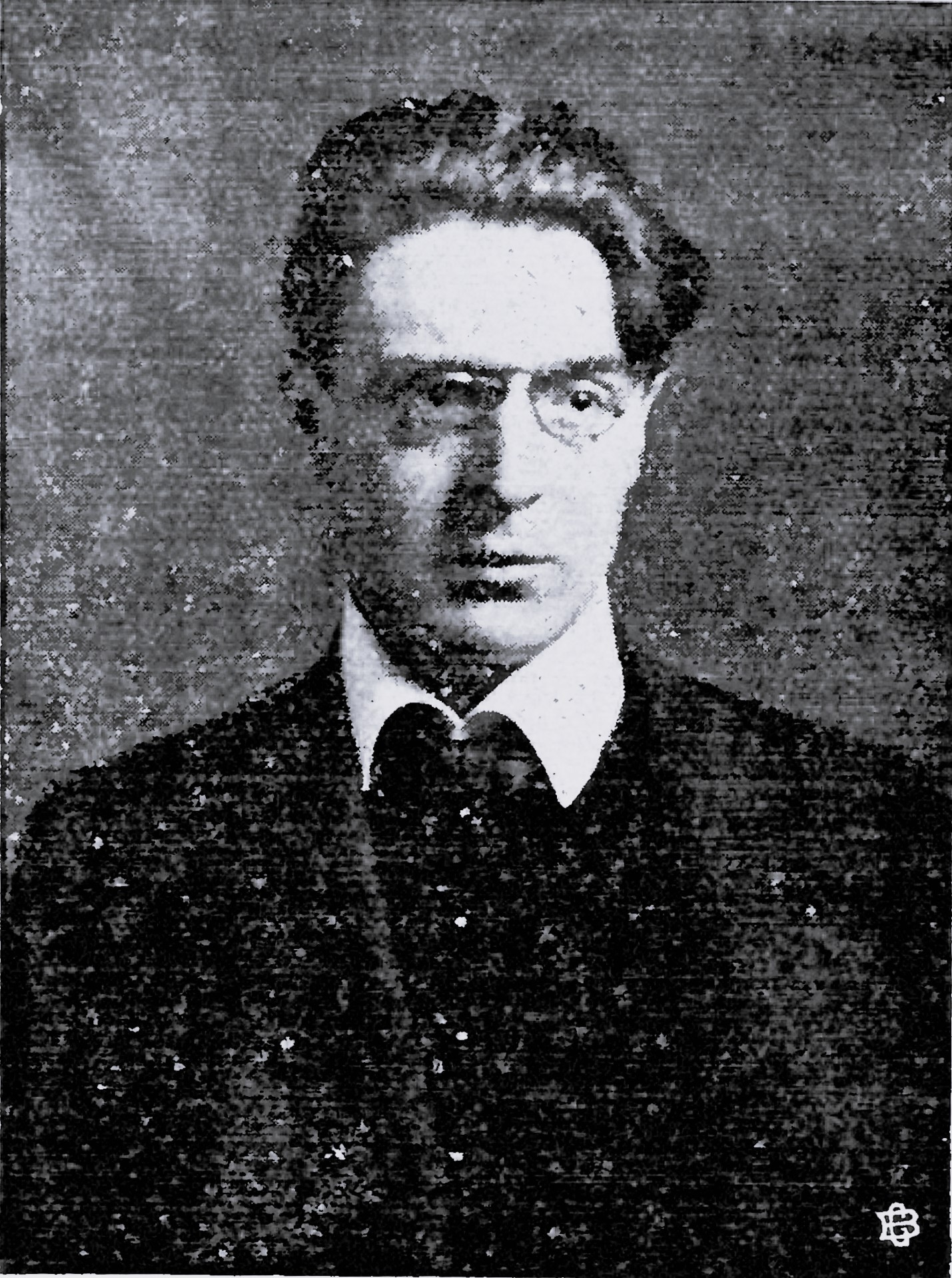
Hans Schwegerle, um 1906

Hans Schwegerle (* 2. Mai 1882 in Lübeck; † 3. September 1950 in München) war ein deutscher Bildhauer und Medailleur.

## Leben

### Herkunft
Hans Schwegerle war der Sohn des in Augsburg geborenen Lithograf Herrmann Schwegerle (* 1848; † 1921). Von 1869 bis 1871 arbeitete Herrmann Schwegerle dort als Fotograf. Dieser folgten kurze Tätigkeiten in München, Rosenheim und Coburg. Ab 1880 übernahm er in Lübeck das vielbesuchte Porträtatelier von G. F. Lau in der Beckergrube 202 (=50), verlegte es 1882 in die Breite Straße 785 (=31) und war dort bis 1900 tätig, als Hermann Feldt das Atelier übernahm. Seine Fotos wurden bei mehreren Ausstellungen prämiert. Er war Inhaber der Verdienstmedaille für Kunst und Wissenschaft und Träger des Titels eines Hoffotografen des Herzogtums Sachsen-Coburg und Gotha. Hermann Schwegerle verstarb in München.

### Laufbahn
Nach dem Besuch des Katharineums und erstem Kunstunterricht an der Kunstschule von Willibald Leo von Lütgendorff-Leinburg studierte Hans ab Mai 1900 in der Komponierklasse von Wilhelm von Rümann an der Akademie der Bildenden Künste München, wo auch Karl Raupp sein Lehrer in der Naturklasse war.

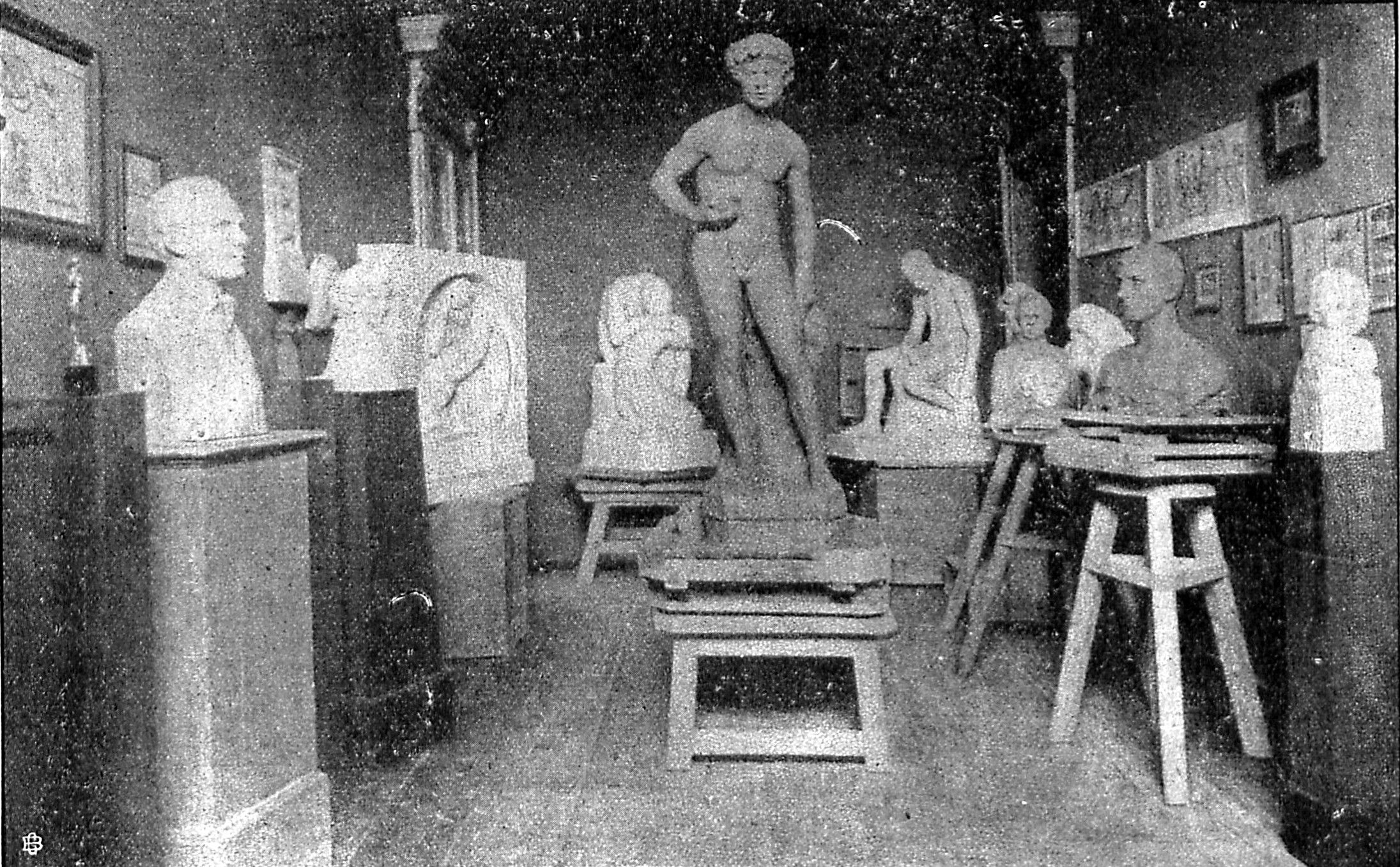
Das Münchener Atelier, um 1906

Bereits sein erstes größeres Werk (Der verlorene Sohn) wurde in München 1902 mit der „Großen silbernen Medaille“, der höchsten Auszeichnung der Akademie für ihre Studierenden, prämiert; Schwegerle war von 1904 (für Das verlorene Paradies) bis 1908 mehrere Jahre in Folge der Träger dieser Auszeichnung Ersten Preises. Seine Arbeiten, die in den Ausstellungen der Münchener Secession, der großen Kölner Kunstausstellung in Leipzig und Breslau ausgestellt waren, wurden dort stets zu den besten Bildhauerwerken gezählt und in Kunstzeitschriften lobend erwähnt. 1904 erhielt er auf der Internationalen Ausstellung in Paris einen 1. Preis für Plastik.
Schwegerle gewährte einem Reporter seiner Heimatstadt 1906 einen Blick in sein Münchener Atelier. Auf dessen Foto sehen wir von links nach rechts zuerst ein kleines Modell einer Holofernes-Statue, gefolgt von einer Büste des Schriftstellers Felix Noeggerath, ein Kinderbildnis und ein Grabrelief. Ferner die große Gruppe Das verlorene Paradies und Der verlorene Sohn. In der Mitte steht als noch unvollendete Arbeit ein Satyr. Jene in Sandstein ausgeführte Figur war als Brunnenfigur gedacht. An den Wänden hängen Originalzeichnungen, die er für die Zeitschrift Jugend entworfen hat, Skizzen zu Grabdenkmälern in Relief und verschiedene Lithografien.
Das erste Werk, mit dem Schwegerle an die Öffentlichkeit trat, war Der verlorene Sohn (heute im Museum Bottrop). Die Erwartungen, die der junge Künstler damit erregte, erfüllte er dann mit der großen, als Grabmal gedachten Gruppe Das verlorene Paradies. Selten war ein Kunstwerk seinerzeit so einstimmig gelobt worden. Als erstes wurde die Gruppe in der Münchener Sezession ausgestellt, und daraufhin von vielen anderen Kunstausstellungen angefordert.

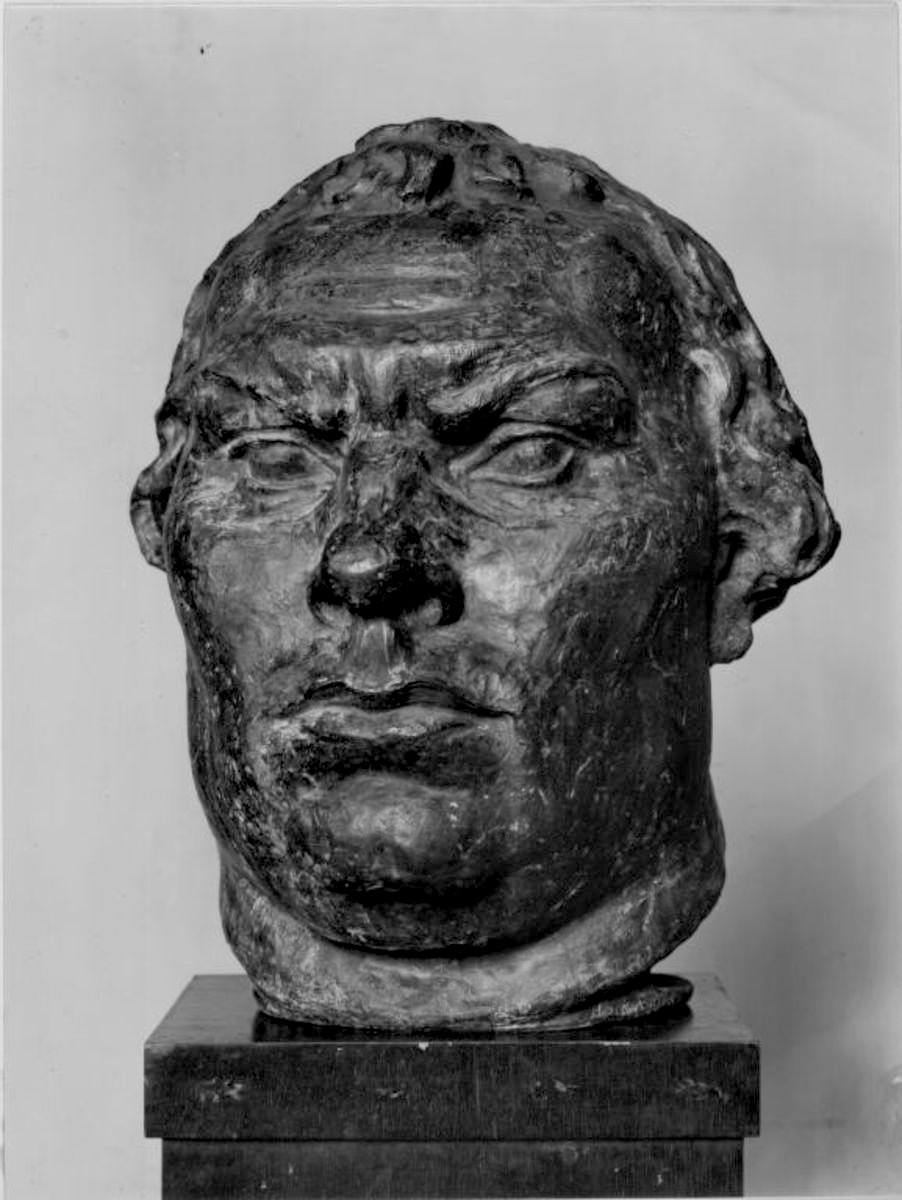
Luther-Büste (1918), Pinakothek der Moderne, München

Seit 1917 Professor an der Akademie, war er als Bildhauer tätig, spezialisierte sich aber auf den Entwurf von Medaillen. In seinem Atelier entstanden Entwürfe für über 600 Medaillen.
Zum 1. Mai 1933 trat er der NSDAP bei (Mitgliedsnummer 1.930.045). Zusammen mit Richard Klein, Josef Bernhart und Karl Goetz gilt er als einer derjenigen, die auf unterschiedliche Weise den Medaillenstil des Dritten Reiches prägten. Dennoch geriet der erfolgreiche Bildhauer in das Visier der Gestapo, da er der Münchner Herberge fahrender Gesellen angehörte, einer logenähnlichen Vereinigung, die aus Mitgliedern der Schlaraffia bestand und sich seit Anfang 1938 monatlich auf dem Corpshaus des Corps Vitruvia in der Heßstraße traf. Die bei ihren geselligen Abenden erzählten politischen Witze und die geäußerte Kritik, etwa gegen die Novemberpogrome 1938, wurden abgehört und führten noch im November 1938 zur Verhaftung der Gruppe; das Verfahren wurde jedoch im Wesentlichen 1940 eingestellt.

## Werke (Auswahl)

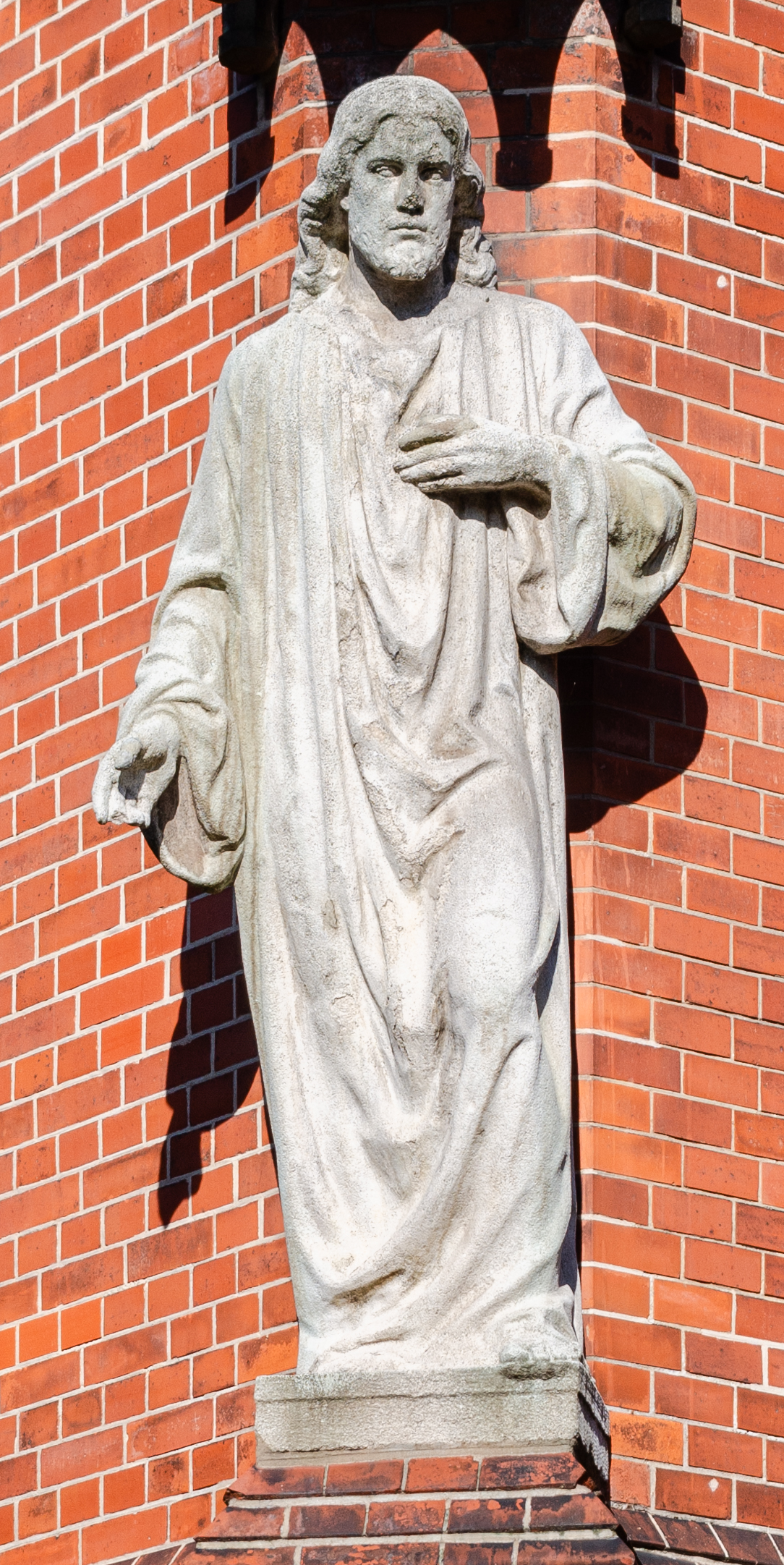
1908 geschaffener Christus

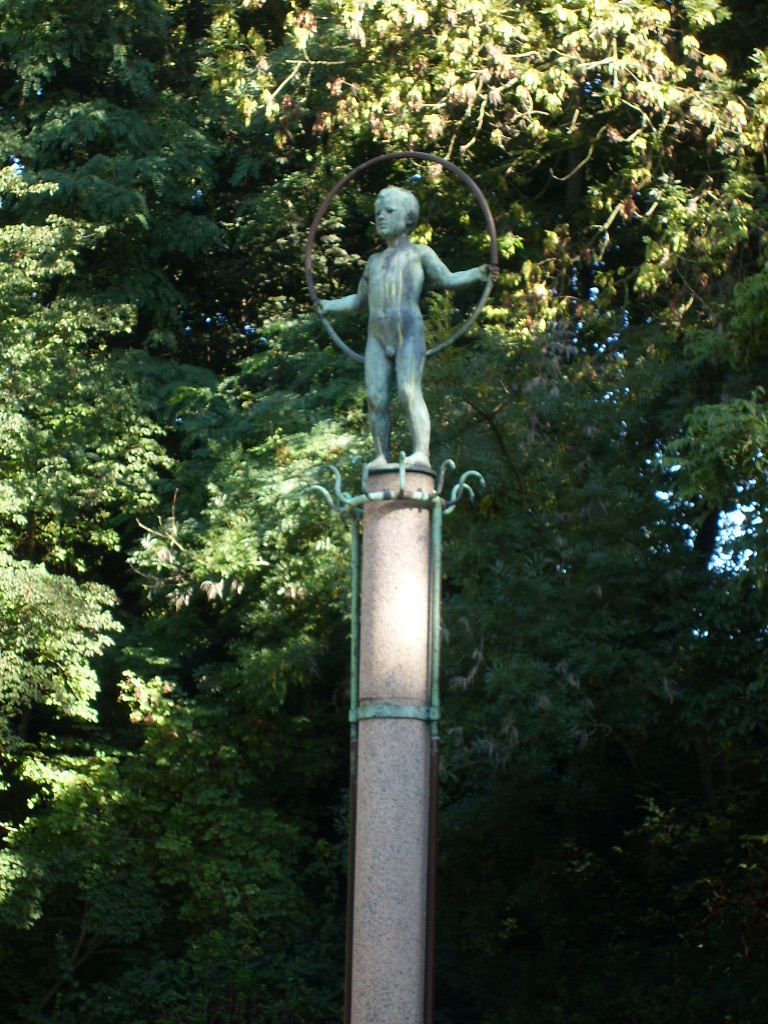
Knabe mit Reifen, Lübeck, Wallanlagen

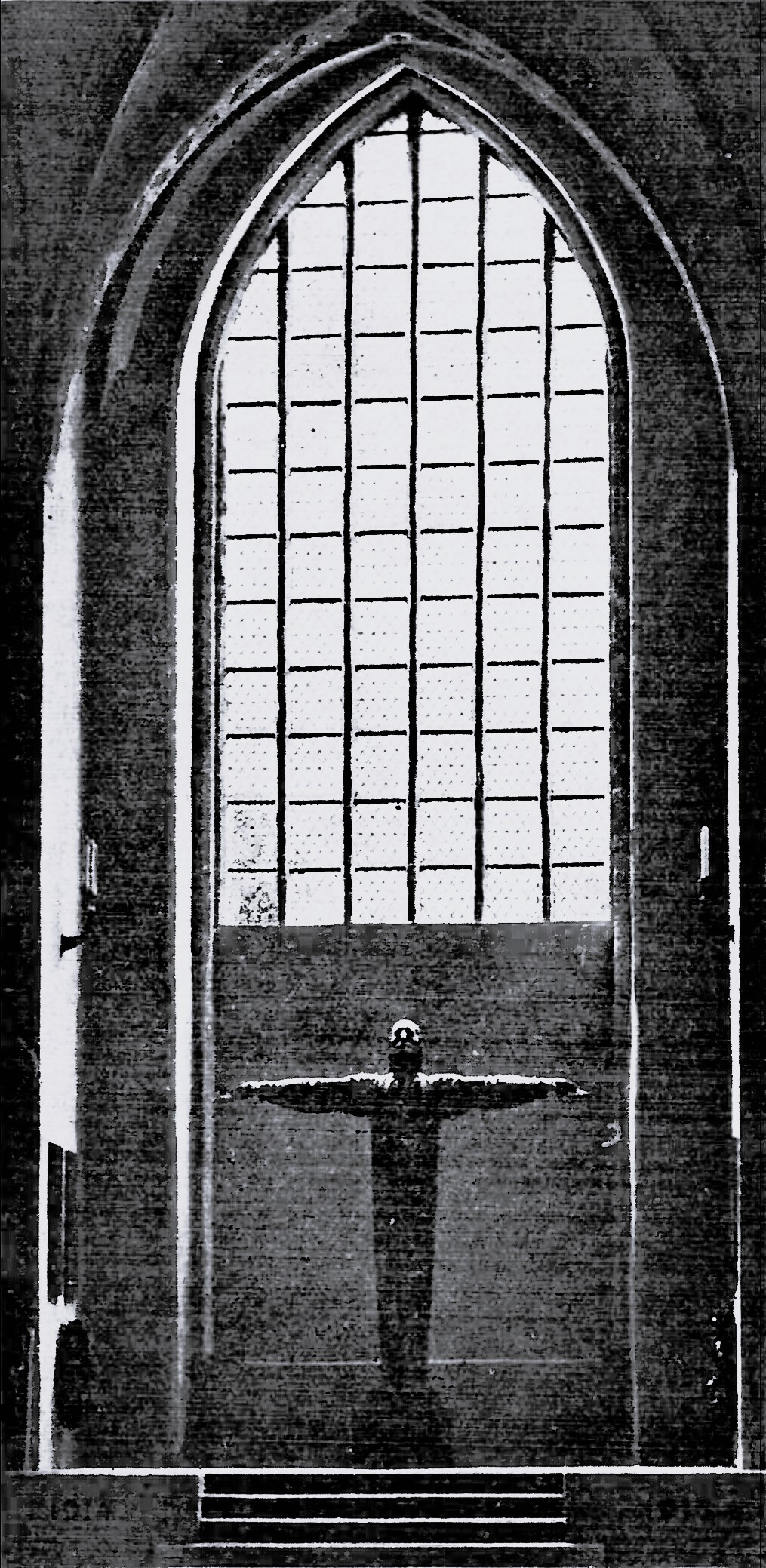
Krieger-Ehrenmal, 1931

Zu Schwegerles ersten Werken gehört die 2,20 m hohe Christus-Statue an der Außenfassade der Lübecker St.-Lorenz-Kirche.
1913 erhielt Schwegerle vom Kaiser-Wilhelm-Museum in Krefeld den Auftrag zu einer Marmorstatue Die Weberei.
1915 wurde am Sandtorbogen in Aschaffenburg ein von Hans Schwegerle gestaltetes und von Anton Gentil in Bronze gegossenes Reliefbildnis des Prinzregenten Luitpold angebracht.
Für die Lübecker Turnerschaft gestaltete Schwegerle Anfang der 1920er Jahre ein Ehrenmal auf dem Sportplatz Buniamshof. Im nahegelegenen Spielplatz am Kaisertor steht in den Lübecker Wallanlagen sein Knabe mit Reifen auf einer Brunnensäule am Planschbecken. 

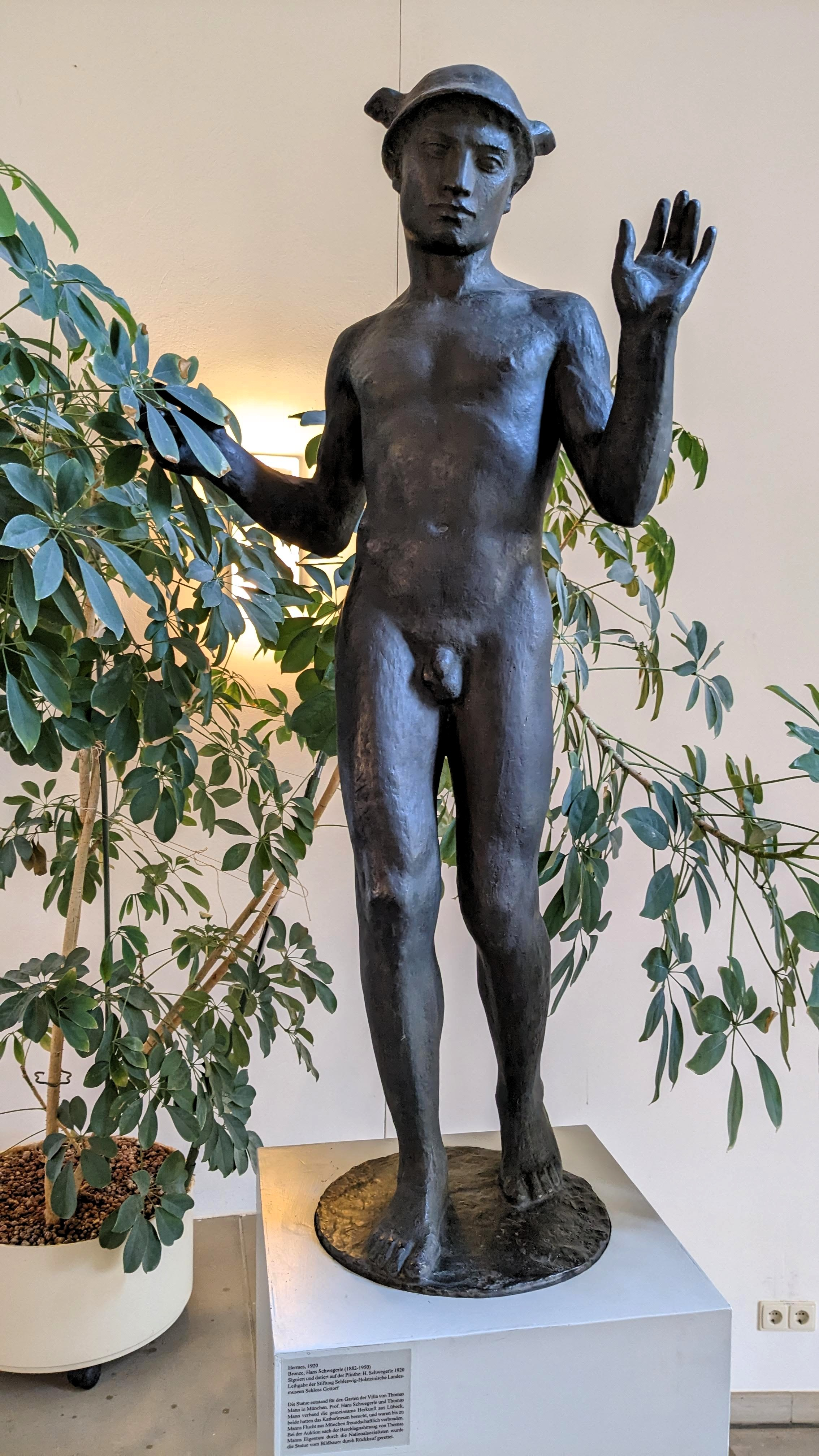
Hermes (1920)

Thomas Mann, zu dessen Fiorenza Schwegerle 1907 das Bühnenbild der Aufführung im Münchner Künstlerclub entwarf und von dem er 1925 und 1930 Medaillen anfertigte, besaß im Garten seiner Münchener Villa eine Hermes-Statue (1920) von Schwegerle, die bei der Versteigerung des Hausinventars durch Schwegerle zurückerworben wurde und sich heute als Besitz der Stiftung Schleswig-Holsteinische Landesmuseen im Eingangsbereich des Schleswiger Prinzenpalais befindet. Ein weiterer Bronzeguss wurde 1920 vom Behnhaus in Lübeck angekauft.
Schwegerles Porträtbüste Manns, die er im Juli 1919 in sechs Exemplaren in Bronze anfertigte, kam 1921 als Geschenk Kurt Vermehrens in die Sammlung des Lübecker Behnhauses (heute im Buddenbrookhaus), in der sich auch eine Büste von Stefan George (1911) befindet. Weitere Exemplare der Mann-Büste befinden sich in der Städtischen Galerie Nürnberg, im Münchner Stadtmuseum, in der Nationalgalerie Berlin und im Thomas-Mann-Archiv in Kilchberg ZH. Das Thomas-Mann-Archiv fertigte von seinem Exemplar mehrere Kopien in Gips.
In der Briefkapelle der Lübecker Marienkirche ist seine Sandstein-Statue einer trauernden Madonna (ca. 1921) zu sehen sowie in der südöstlichen Chorumgangskapelle ein Kreuz mit den Namen der 318 im Ersten Weltkrieg gefallenen Mitglieder der St. Marien-Gemeinde. Unweit davon erinnert eine Tafel an die im Kriege gefallenen Absolventen des Lübecker Lehrerseminars (1919). 1935 entwarf Schwegerle das Amtskreuz des Bischofs der Evangelisch-Lutherischen Kirche in Lübeck, das sich trotz des deutsch-christlichen Auftraggebers (Erwin Balzer) durch zurückhaltende Gestaltung mit lokalem Bezug auszeichnet und auch später noch vom Bischof für den Sprengel Holstein-Lübeck verwendet wurde.
Im Jahre 1931 erhielt die Nikolaikirche zu Stralsund mit der Enthüllung des von ihm erschaffenen Ehrenmals an die im Weltkrieg gefallenen Gemeindemitglieder eine Gedächtniskapelle.
Eine Bronzebüste Johann Wolfgang von Goethes (1933) befindet sich an der Kesselbergstraße am Walchensee zur Erinnerung an Goethes Aufenthalt während seiner Italienischen Reise.
In der Zeit des Nationalsozialismus war Schwegerle Mitglied der Reichskammer der bildenden Künste. Für diese Zeit ist seine Teilnahme an 21 großen Ausstellungen sicher belegt, darunter, außer 1942, von 1937 bis 1944 an allen Großen Deutschen Kunstausstellungen in München. Zu den ausgestellten Werken zählten seine Führerbüste (u. a.1941), Büsten von Stefan George und des Nazi-Führers Franz Ritter von Epp (1938), eine bronzene Goethemaske (1940), die Hitler erwarb, die Statuen Erwachen (1937), Entfaltug (1940) und Melusine (1941), eine Brunnenfigur (1939), ein Knabenbildnis (1944) sowie Plaketten (1938, 1943).
Eine Frauenstatuette Schwegerles (Schreitende Frau, 1916, 35 cm) wurde Anfang April 2018 aus dem Lübecker Museum Behnhaus entwendet.

### Illustrationen
- Ernst Weber: Glück und Trost: Ein Buch zur inneren Einkehr, von den wahren und falschen Schätzen des Lebens. Bildschmuck [z. T. farb. Abb.] von Hans Schwegerle, 2., veränd. Aufl. München: G. D. W. Callwey 1925 (Der deutsche Spielmann; 37)

## Weitere Ausstellungen (unvollständig)
- 1913 Internationale Kunstausstellung München im Glaspalast: Hier wurde er mit der Goldmedaille ausgezeichnet.[23]